# Jacques-Christophe Valmont de Bomare
Jacques-Christophe Valmont de Bomare (Ruan, 17 de septiembre de 1731 - París, 24 de agosto de 1807) fue un naturalista francés. Es conocido por publicar una influyente enciclopedia de historia natural en los 1760s: Dictionnaire raisonné universel d’histoire naturelle (6 vols. París, Chez Lacombe, 1764–1768).

## Vida
Hijo de un abogado del parlamento de Normandía, Valmont de Bomare comienza sus estudios con los jesuitas de su ciudad natal, haciendo rápidos progresos con la lengua griega. Aunque su padre no lo deseaba, se inclina al estudio de las ciencias naturales. Comienza por estudiar anatomía con el cirujano jefe del Hospital de Dios de Ruan, Lecat y además farmacia y química.
En 1750, va a París donde traba conocimiento con Buffon, Daubenton, Réaumur, Nollet, Rouelle, D'Holbach, D'Alembert y Diderot, que lo ayudan a seguir su carrera. El duque d’Argenson, ministro de la guerra, le comisiona para estudiar principales gabinetes de Historia Natural de Europa. Valmont examinó las industrias siderúrgicas y mineras, y tomó muestras minerales para utilizarlas en sus cursos. También exploró Laponia e Islandia, cuyos volcanes describió minuciosamente. Los resultados de sus estudios fueron muy apreciados por los científicos de su época. El 16 de julio de 1756, comenzó a impartir un curso sobre historia natural que mantendrá durante treinta y dos cursos seguidos, hasta 1788. En 1763 apareció su Traité de Minéralogie, seguido en 1764 por el Dictionnaire d’Histoire naturelle, obra que fue traducida a numerosas lenguas.
Perteneció a varias academias: la de Caen, La Rochelle y Ruan. Rechazó las invitaciones para impartir sus cursos en Rusia y Portugal y prefirió mantener su actividad académica en Francia.
En 1793, es nombrado miembro asociado del Instituto de Francia. Poco después ingresó como profesor en la Escuela central de París. También fue preceptor de estudios en el Liceo Charlemagne. Ocupó estos cargos con gran celo hasta su muerte.

## Obra
- Catalogue d’un cabinet d’histoire naturelle, Paris, 1758
- Extrait nomenclateur du système complet de minéralogie, Paris, 1759
- Nouvelle exposition du règne animal, Paris, 1761-1762
- Dictionnaire raisonné universel d’histoire naturelle, con numerosas ediciones, donde la primera fue publicada en Lyon por "Hnos. Bruyset" en 15 vol. en 1761. Fue la obra más importante del autor. Fue tomado como modelo y de base en todos los autores de dictionarios, tomo 1, tomo 2, tomo 3, tomo 4

- La abreviatura «Valmont» se emplea para indicar a Jacques-Christophe Valmont de Bomare como autoridad en la descripción y clasificación científica de los vegetales.[1]